# Football Club La Chaux-de-Fonds 2018-2019
Questa voce raccoglie le informazioni riguardanti il Football Club La Chaux-de-Fonds nelle competizioni ufficiali della stagione 2018-2019.

## Stagione
Nella stagione 2018-2019 il La Chaux-de-Fonds, allenato da Joël Corminboeuf, concluse il campionato di Promotion League al 16º posto.

## Rosa
| N. |                                 | Ruolo | Calciatore            |
| -- | ------------------------------- | ----- | --------------------- |
|    | Svizzera (bandiera)             | P     | Quentin Bolliger      |
|    | Svizzera (bandiera)             | P     | Mesud Jusufovic       |
|    | Svizzera (bandiera)             | P     | Ryan Maranesi         |
|    | Svizzera (bandiera)             | P     | Alois Massari         |
|    | Svizzera (bandiera)             | P     | Angelo Meneses-Araujo |
|    | Francia (bandiera)              | P     | Ismaël Metheni        |
|    | Svizzera (bandiera)             | P     | Livio Rota            |
|    | RD del Congo (bandiera)         | D     | Vanza Dimonekene      |
|    | Svizzera (bandiera)             | D     | Jospin Edoh           |
|    | Bosnia ed Erzegovina (bandiera) | D     | Ermin Harbas          |
|    | Svizzera (bandiera)             | D     | Nuno Ferreira         |
|    | Macedonia del Nord (bandiera)   | D     | Shaip Tela            |
|    | Svizzera (bandiera)             | D     | Afrim Ukzmaili        |
|    | Francia (bandiera)              | C     | Anthony de Freitas    |
|    | Svizzera (bandiera)             | C     | Gentian Demolli       |
|    | Svizzera (bandiera)             | C     | Bastien Descombes     |
|    | Svizzera (bandiera)             | C     | Hugo Doutaz           |

| N. |                         | Ruolo | Calciatore           |
| -- | ----------------------- | ----- | -------------------- |
|    | Svizzera (bandiera)     | C     | Samir Drndar         |
|    | Svizzera (bandiera)     | C     | Vedad Efendić        |
|    | Portogallo (bandiera)   | C     | Gabriel Pereira Luiz |
|    | Svizzera (bandiera)     | C     | Maël Graf            |
|    | Francia (bandiera)      | C     | Allan Grun           |
|    | Svizzera (bandiera)     | C     | Raël Lolala          |
|    | RD del Congo (bandiera) | C     | Prince Matayi        |
|    | Francia (bandiera)      | C     | Yohan Merlet         |
|    | Francia (bandiera)      | C     | Semih Ocakli         |
|    | Svizzera (bandiera)     | C     | Kevin Pianaro        |
|    | Svizzera (bandiera)     | C     | Vincenzo Piazzoni    |
|    | Svizzera (bandiera)     | C     | Ricardo da Costa     |
|    | Svizzera (bandiera)     | C     | Sven Rosselet        |
|    | Senegal (bandiera)      | A     | Christian Gomis      |
|    | Algeria (bandiera)      | A     | Abed Haouhache       |
|    | RD del Congo (bandiera) | A     | Ewembe Lokwa         |

## Organigramma societario
Area tecnica
- Allenatore: Joël Corminboeuf
- Allenatore in seconda:
- Preparatore dei portieri:
- Preparatori atletici:

## Calciomercato

### Sessione estiva
| Acquisti | Acquisti | Acquisti | Acquisti |
| R.       | Nome     | da       | Modalità |
| -------- | -------- | -------- | -------- |

| Cessioni | Cessioni | Cessioni | Cessioni |
| R.       | Nome     | a        | Modalità |
| -------- | -------- | -------- | -------- |

### Sessione invernale
| Acquisti | Acquisti | Acquisti | Acquisti |
| R.       | Nome     | da       | Modalità |
| -------- | -------- | -------- | -------- |

| Cessioni | Cessioni | Cessioni | Cessioni |
| R.       | Nome     | a        | Modalità |
| -------- | -------- | -------- | -------- |

## Risultati

### Promotion League
| Arbitro: | Ovcharov |

|  |           |                                       |
|  | Marcatori | 19’, 54’ Chentouf 49’ Tall 70’ Mobulu |

| Arbitro: | Roth |

|                                                                         |           |  |
| Parapar 27’ Danner 33’ Ndongo 36’, 39’ Bavueza 74’ (rig.) Fernandes 78’ | Marcatori |  |

| Arbitro: | Cibelli |

|             |           |  |
| Demolli 73’ | Marcatori |  |

| Arbitro: | Superczynski |

|                                                 |           |           |
| Abegglen 14’ Huber 19’ Šabanović 48’ Eberle 52’ | Marcatori | 32’ Costa |

| Arbitro: | Dégallier |

|           |           |                       |
| Costa 23’ | Marcatori | 24’ Herger 90’ Gasser |

| La Chaux-de-Fonds 1º settembre 2018, ore 16:00 CEST 6ª giornata | La Chaux-de-Fonds | 0 – 0 referto | Wohlen | Stadio di la Charrière (160 spett.)\| Arbitro: \| Turkes \| |
| Arbitro:                                                        | Turkes            |               |        |                                                             |

| Arbitro: | Jancevski |

|                      |           |                         |
| Adjei 3’ Morelli 23’ | Marcatori | 8’ Meva 47’ Yandokouzou |

| La Chaux-de-Fonds 15 settembre 2018, ore 16:00 CEST 8ª giornata | La Chaux-de-Fonds | 0 – 0 referto | Sion II | Stadio di la Charrière (224 spett.)\| Arbitro: \| Ljatifi \| |
| Arbitro:                                                        | Ljatifi           |               |         |                                                              |

| Arbitro: | Piccolo |

|                                                       |           |  |
| Suter 34’, 62’, 86’ Vesco 54’, 75’, 88’ Gubinelli 69’ | Marcatori |  |

| Arbitro: | Rothenfluh |

|                                              |           |                                                      |
| Efendić 19’ Dalipi 44’ (rig.) de Freitas 82’ | Marcatori | 55’, 65’, 68’ Zumberi 62’ Kamberi 90’ Haile-Selassie |

| Arbitro: | Hänggi |

|                        |           |                 |
| Dreier 6’ Lavorato 84’ | Marcatori | 38’ Yandokouzou |

| Arbitro: | Wolfensberger |

|                            |           |                                   |
| de Freitas 56’ Demolli 87’ | Marcatori | 8’ Farine 34’ Berera 40’ Stojanov |

| Arbitro: | Staubli |

|                                                                                      |           |            |
| Ciarrocchi 5’ Cazzaniga 27’ Diarra 31’ Caslei 43’ Maroufi 52’ Pacar 64’ Bud 71’, 86’ | Marcatori | 66’ Doutaz |

| Arbitro: | von Mandach |

|  |           |                                   |
|  | Marcatori | 56’ Konopek 68’ Briner 86’ Kehrli |

| Arbitro: | Morais |

|                                                                                      |           |  |
| Pimenta 13’ Gauthier 28’, 58’ Bühler 39’ Alvarez 49’, 53’ Lenzini 72’ Kasaï 76’, 78’ | Marcatori |  |

| Arbitro: | Dégallier |

|                                                                             |           |  |
| Chentouf 11’ (rig.), 59’ Delley 44’ Hebib 54’ Fargues 65’ (rig.) Ndiaye 88’ | Marcatori |  |

| Arbitro: | Turkes |

|           |           |                                               |
| Costa 45’ | Marcatori | 68’ (rig.) Mejri 75’, 82’ Lahiouel 75’ Ndongo |

| Arbitro: | Thies |

|                                                |           |                                        |
| Ramadani 6’ Mustafi 40’ Eschmann 56’ Zuffi 80’ | Marcatori | 56’ Haouhache 61’ de Freitas 85’ Gomis |

| Arbitro: | Cibelli |

|           |           |               |
| Lokwa 76’ | Marcatori | 45’ Šabanović |

| Arbitro: | Hänggi |

|            |           |  |
| Gasser 88’ | Marcatori |  |

| Arbitro: | Gianforte |

|            |           |            |
| Muslin 35’ | Marcatori | 54’ Ocakli |

| Arbitro: | Huber |

|  |           |                       |
|  | Marcatori | 66’ Adjei 70’ Morelli |

| Arbitro: | Schärli |

|                         |           |           |
| Itaitinga 23’ Costa 62’ | Marcatori | 45’ Gomis |

| Arbitro: | Rothenfluh |

|  |           |                             |
|  | Marcatori | 35’ Marchand 58’, 69’ Tushi |

| Arbitro: | Roth |

|                          |           |             |
| Kamberi 20’ Krasniqi 32’ | Marcatori | 76’ Efendić |

| Arbitro: | Dégallier |

|  |           |                   |
|  | Marcatori | 25’ (rig.) Dreier |

| Arbitro: | Hänggi |

|                                                |           |  |
| Magnetti 15’, 20’ Stojanov 54’, 73’ Berera 80’ | Marcatori |  |

| Arbitro: | Ovcharov |

|  |           |                       |
|  | Marcatori | 37’ Eleouet 80’ Pacar |

| Arbitro: | Ljatifi |

|                                      |           |                                                                    |
| Kastrati 18’, 90’ (rig.) Konopek 51’ | Marcatori | 44’, 63’ Gomis 70’ (rig.) de Freitas 81’ (aut.) Schneuwly 88’ Edoh |

| La Chaux-de-Fonds 25 maggio 2019, ore 16:00 CEST 30ª giornata              | La Chaux-de-Fonds | 0 – 3 referto                            | Bavois | Stadio di la Charrière (110 spett.) |
| \| \| \| \| \| \| Marcatori \| 37’ Bühler 49’ (rig.) Alvarez 69’ Demiri \| |                   |                                          |        |                                     |
|                                                                            |                   |                                          |        |                                     |
|                                                                            | Marcatori         | 37’ Bühler 49’ (rig.) Alvarez 69’ Demiri |        |                                     |

## Statistiche

### Statistiche di squadra
| Competizione     | Punti | In casa | In casa | In casa | In casa | In casa | In casa | In trasferta | In trasferta | In trasferta | In trasferta | In trasferta | In trasferta | Totale | Totale | Totale | Totale | Totale | Totale | DR  |
| Competizione     | Punti | G       | V       | N       | P       | Gf      | Gs      | G            | V            | N            | P            | Gf           | Gs           | G      | V      | N      | P      | Gf     | Gs     | DR  |
| ---------------- | ----- | ------- | ------- | ------- | ------- | ------- | ------- | ------------ | ------------ | ------------ | ------------ | ------------ | ------------ | ------ | ------ | ------ | ------ | ------ | ------ | --- |
| Promotion League | 11    | 15      | 1       | 3       | 11      | 9       | 33      | 15           | 1            | 2            | 12           | 16           | 62           | 30     | 2      | 5      | 23     | 25     | 95     | -70 |
| Totale           | 11    | 15      | 1       | 3       | 11      | 9       | 33      | 15           | 1            | 2            | 12           | 16           | 62           | 30     | 2      | 5      | 23     | 25     | 95     | -70 |

### Andamento in campionato
| Giornata  | 1  | 2  | 3  | 4  | 5  | 6  | 7  | 8  | 9  | 10 | 11 | 12 | 13 | 14 | 15 | 16 | 17 | 18 | 19 | 20 | 21 | 22 | 23 | 24 | 25 | 26 | 27 | 28 | 29 | 30 |
| --------- | -- | -- | -- | -- | -- | -- | -- | -- | -- | -- | -- | -- | -- | -- | -- | -- | -- | -- | -- | -- | -- | -- | -- | -- | -- | -- | -- | -- | -- | -- |
| Luogo     | C  | T  | C  | T  | C  | C  | T  | C  | T  | C  | T  | C  | T  | C  | T  | T  | C  | T  | C  | T  | T  | C  | T  | C  | T  | C  | T  | C  | T  | C  |
| Risultato | P  | P  | V  | P  | P  | N  | N  | N  | P  | P  | P  | P  | P  | P  | P  | P  | P  | P  | N  | P  | N  | P  | P  | P  | P  | P  | P  | P  | V  | P  |
| Posizione | 16 | 16 | 12 | 14 | 15 | 15 | 14 | 14 | 16 | 16 | 16 | 16 | 16 | 16 | 16 | 16 | 16 | 16 | 16 | 16 | 16 | 16 | 16 | 16 | 16 | 16 | 16 | 16 | 16 | 16 |

Legenda:

Luogo: C = Casa; T = Trasferta. Risultato: V = Vittoria; N = Pareggio; P = Sconfitta.

### Statistiche dei giocatori
| Q. Bolliger       | 0  | 0 | 0 | 0 |
| R. Costa          | 26 | 3 | 5 | 0 |
| B. Dalipi         | 12 | 1 | 1 | 0 |
| G. Demolli        | 25 | 2 | 4 | 0 |
| B. Descombes      | 2  | 0 | 0 | 0 |
| V. Dimonekene     | 10 | 0 | 1 | 0 |
| H. Doutaz         | 17 | 1 | 1 | 0 |
| S. Drndar         | 3  | 0 | 0 | 0 |
| J. Edoh           | 25 | 1 | 8 | 0 |
| V. Efendić        | 28 | 2 | 5 | 0 |
| N. Ferreira       | 1  | 0 | 0 | 0 |
| C. Gomis          | 24 | 4 | 4 | 1 |
| M. Graf           | 26 | 0 | 2 | 0 |
| A. Grun           | 11 | 0 | 2 | 0 |
| A. Haouhache      | 26 | 1 | 4 | 0 |
| E. Harbas         | 2  | 0 | 0 | 0 |
| S. Jonuzi         | 2  | 0 | 1 | 0 |
| M. Jusufovic      | 0  | 0 | 0 | 0 |
| E. Lokwa          | 10 | 1 | 0 | 0 |
| R. Lolala         | 20 | 0 | 1 | 0 |
| R. Maranesi       | 0  | 0 | 0 | 0 |
| A. Massari        | 0  | 0 | 0 | 0 |
| P. Matayi         | 2  | 0 | 0 | 0 |
| A. Meneses-Araujo | 13 | 0 | 0 | 0 |
| Y. Merlet         | 8  | 0 | 0 | 0 |
| I. Metheni        | 0  | 0 | 0 | 0 |
| A. Meva           | 7  | 1 | 1 | 0 |
| S. N'Diaye        | 11 | 0 | 3 | 0 |
| S. Ocakli         | 5  | 1 | 2 | 0 |
| G. Pereira        | 6  | 0 | 0 | 0 |
| K. Pianaro        | 11 | 0 | 1 | 0 |
| V. Piazzoni       | 5  | 0 | 1 | 0 |
| S. Rosselet       | 1  | 0 | 0 | 0 |
| L. Rota           | 0  | 0 | 0 | 0 |
| L. Sadiki         | 9  | 0 | 1 | 0 |
| S. Tela           | 13 | 0 | 1 | 0 |
| D. Thürkauf       | 17 | 0 | 0 | 0 |
| S. Ukoh           | 10 | 0 | 1 | 0 |
| A. Ukzmaili       | 0  | 0 | 0 | 0 |
| M. Valencia       | 0  | 0 | 0 | 0 |
| H. Yandokouzou    | 16 | 2 | 2 | 0 |
| R. Zingarelli     | 6  | 0 | 0 | 0 |
| A. de Freitas     | 21 | 4 | 5 | 0 |